# Griva comuna
La griva comuna o simplement griva (Turdus viscivorus) és un ocell passeriforme que té el mantell bru grisenc i per sota és blanc amb un fort ratllat en forma de semicercle (aquest darrer tret el té més accentuat que no pas el tord comú). A les Balears també es coneix com a tord pàssera, tord grívia, tord rei o rei de tords, i al País Valencià tordanxa.
Mesura 27 cm de llargària. És present a Europa i a la major part d'Àsia. La zona amb una densitat més alta de grives als Països Catalans la constitueix els camps de fruiters de la Plana de Lleida, la qual ha estat colonitzada per aquesta espècie en temps recents.
A Catalunya és sedentària. A l'hivern i, sobretot, a la meitat nord del territori, la població s'incrementa amb els migradors nocturns extra-pirinencs.

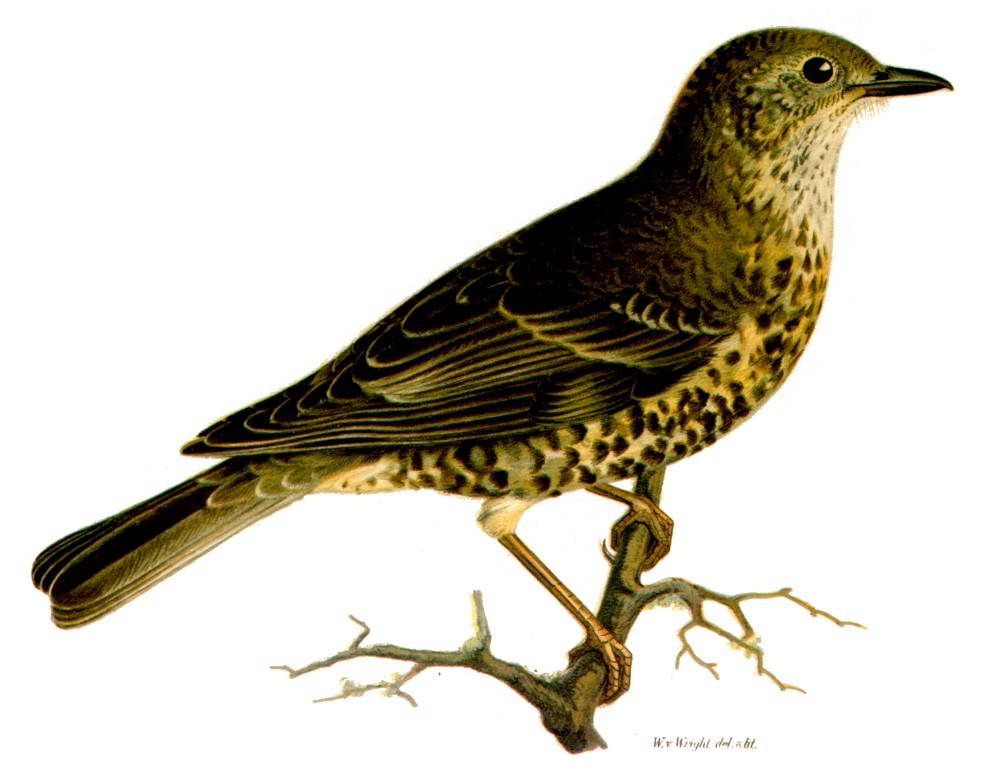
Il·lustració d'una griva per Wilhelm von Wright

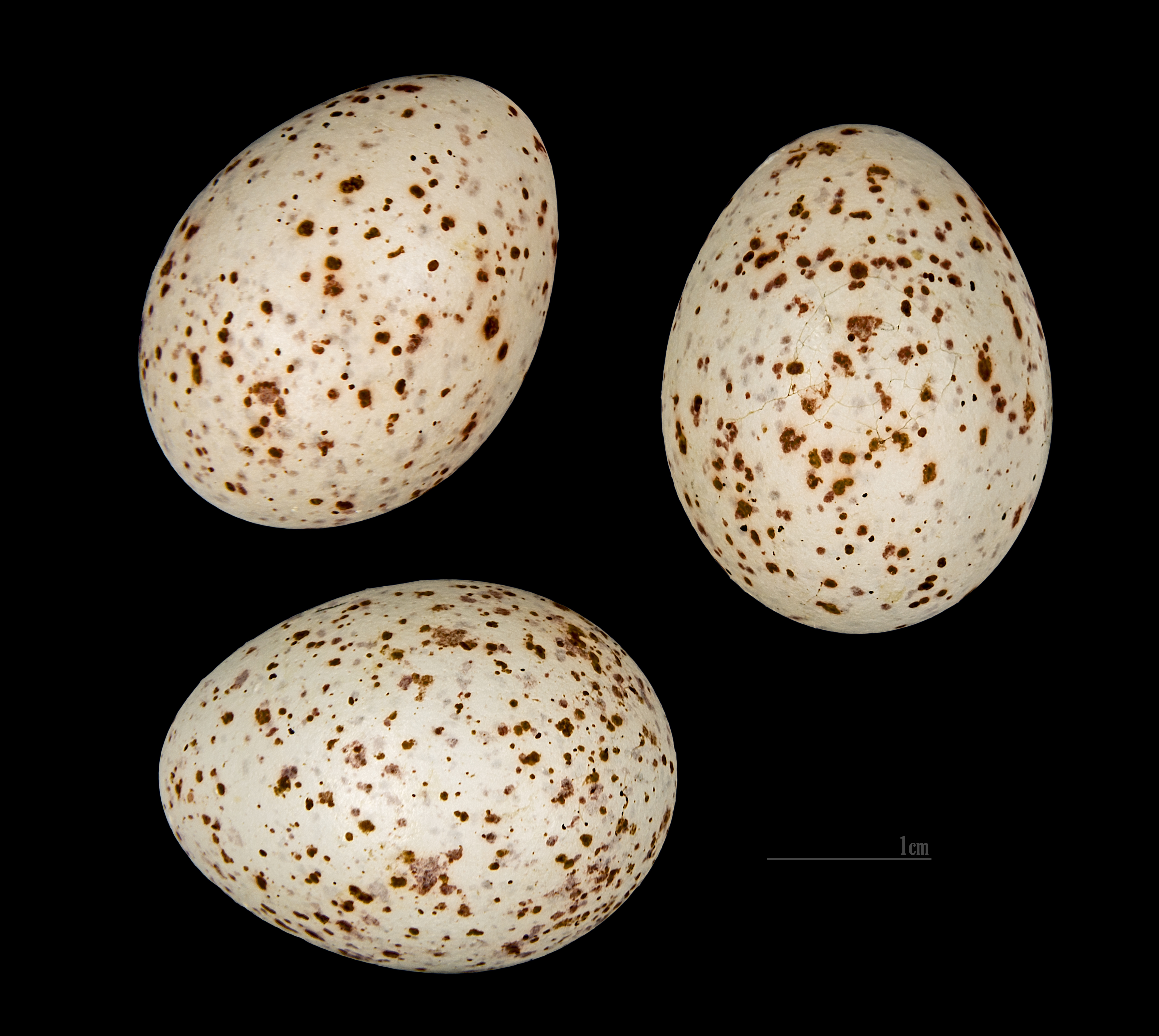
Ous de Turdus viscivorus

Ultra les baies i els fruits, també menja insectes, cucs i cargols. És molt afeccionat als fruits del vesc (Viscum album), d'ací el seu nom en llatí, sent un dels principals factors de dispersió de les llavors d'aquesta planta.
Quant a la nidificació, no es troba en alguns punts del Delta de l'Ebre i de l'Empordà, potser per l'absència de boscos de muntanya, en els quals amaga el niu, concretament en un arbre, a una bona alçada. El seu cau té forma de copa i està fet amb herbes, terra i molsa, i la griva l'enllesteix aviat perquè al febrer comença la reproducció, que s'allarga fins al juny. Pon 4 ous, ella sola els cova durant 13-14 dies i amb l'ajut de l'altre progenitor engreixa la niuada, els integrants de la qual volaran als 14-16 dies. Fan dues covades.